# اتیس یانگ
اُتیس یانگ (انگلیسی: Otis Young؛ ۴ ژوئیهٔ ۱۹۳۲ – ۱۲ اکتبر ۲۰۰۱) بازیگر اهل ایالات متحده آمریکا بود. او در سن ۱۷ سالگی در جریان جنگ کره به سپاه تفنگداران دریایی ایالات متحده آمریکا پیوست.
از فیلم‌ها یا برنامه‌های تلویزیونی که وی در آن نقش داشته است، می‌توان به رانده‌شدگان و آخرین مأموریت اشاره کرد.